# Arontorp
Arontorp är en ort i Mörbylånga kommun i Kalmar län, belägen på västra Öland cirka fyra kilometer öster om Färjestaden. Vid 2015 års tätortsavgränsning hade bebyggelsen vuxit samman med Skogsbys tätort.

## Befolkningsutveckling
| Befolkningsutvecklingen i Arontorp 1990–2010                      | Befolkningsutvecklingen i Arontorp 1990–2010 | Befolkningsutvecklingen i Arontorp 1990–2010 | Befolkningsutvecklingen i Arontorp 1990–2010 | Befolkningsutvecklingen i Arontorp 1990–2010 |
| ----------------------------------------------------------------- | -------------------------------------------- | -------------------------------------------- | -------------------------------------------- | -------------------------------------------- |
|                                                                   |                                              |                                              |                                              |                                              |
| År                                                                |                                              |                                              | Folkmängd                                    | Areal (ha)                                   |
| 1990                                                              | 1990                                         |                                              | 244                                          | 37#                                          |
| 1995                                                              | 1995                                         |                                              | 262                                          | 37                                           |
| 2000                                                              | 2000                                         |                                              | 252                                          | 37                                           |
| 2005                                                              | 2005                                         |                                              | 231                                          | 37                                           |
| 2010                                                              | 2010                                         |                                              | 233                                          | 37                                           |
| Anm.: Ny tätort 1995. Sammanvuxen med Skogsby 2015. # Som småort. |                                              |                                              |                                              |                                              |

## Arontorp i litteraturen
Arontorp omnämns i dikten Vid Färjestaden av nobelpristagaren Erik Axel Karlfeldt. Ortnamnet förekommer också på kassetten Göran Persson är en galt, skapad av multikonstnären Errol "Eddie Meduza" Norstedt.